# Boca Chica (Dominikánská republika)
Boca Chica je municipalita v Dominikánské republice, v provincii Santo Domingo. V rámci této municipality existuje ještě municipální obvod La Caleta. V roce 2012 zde žilo 123 510 obyvatel, z toho 70 184 přímo ve městě a 53 326 v předměstských obvodech (Secciones).
Boca Chica se nachází asi 30 kilometrů východně od hlavního města země, Santo Dominga, v jihovýchodním regionu země. Město je známé pro svou velmi oblíbenou stejnojmennou pláž.

## Poloha a popis
Nedaleko od hlavního města Santo Dominga, s průzračně modrou vodou a bílým jemným pískem, Boca Chica je jednou z nejnavštěvovanějších pláží v Dominikánské republice, zejména o víkendech a o svátcích. Pláž se svažuje do vody jen velmi pozvolna. U pláže Boca Chica se nacházejí dva malé ostrovy – Los Pinos – které byly vytvořeny z písku, vytěženého při prohlubování přístavu Andrés v 50. letech 20. století, a dva malé korálové ostrůvky – La Matica a La Piedra – porostlé mangrovy, které lákají k hnízdění různé druhy ptáků. U pláže je přirozená brakická voda a pramen čisté pitné vody, pocházející z podzemní řeky Brujuelas.
V městečku jsou dvě maríny, mnoho restaurací a stánků s pizzou a se suvenýry podél celé pláže, a hlučná hudba téměř celý den, zejména večer v nepřeberném množství barů.